# Gigantiops destructor
Gigantiops destructor — вид мурашок з підродини Formicinae.

## Поширення
Вид поширений в Південній Америці в басейні Амазонки.

## Опис
Мурашка завдовжки до 1 см. У неї досить великі очі, що складаються з 3000 оматидіїв кожне. Також ці мурашки здатні стрибати (здатність, що характерна лише 4 родам мурашок, поряд з Harpegnathos, Myrmecia та Odontomachus).

## Спосіб життя
Живе у тропічному вологому лісі. Колонії облаштовує в ґрунті або в гілках цекропії. Розмір мурашника сягає декількох сотень мурах. Активні вдень. Живляться членистоногими та нектаром.